# Volby 2010
V roce 2010 se konaly volby:

## Leden
| Datum     | Země                  | Volby                  | Vítěz                             |
| 10. ledna | Chorvatsko            | prezidentské (2. kolo) | Ivo Josipović (SDP)               |
| 10. ledna | Uzbekistán            | parlamentní (2. kolo)  | O'zLiDeP                          |
| 17. ledna | Chile                 | prezidentské (2. kolo) | Sebastián Piñera (RN)             |
| 17. ledna | Ukrajina              | prezidentské (1. kolo) | Viktor Janukovyč (Strana regionů) |
| 22. ledna | Nizozemské Antily     | parlamentní            | PAR                               |
| 25. ledna | Svatý Kryštof a Nevis | parlamentní            | SKNLP                             |
| 26. ledna | Srí Lanka             | prezidentské           | Mahinda Radžapaksa (UPFA)         |

## Únor
| Datum     | Země        | Volby                      | Vítěz                             |
| 3. února  | Řecko       | prezidentské (parlamentem) | Karolos Papoulias (PASOK)         |
| 7. února  | Kostarika   | prezidentské               | Laura Chinchilla (PLN)            |
| 7. února  | Kostarika   | parlamentní                | PLN                               |
| 7. února  | Ukrajina    | prezidentské (2. kolo)     | Viktor Janukovyč (Strana regionů) |
| 15. února | Anguilla    | parlamentní                | AUF                               |
| 27. února | Nauru       | referendum                 | proti                             |
| 28. února | Tádžikistán | parlamentní                | HDChT                             |

## Březen
| Datum      | Země      | Volby        | Vítěz                  |
| 4. března  | Togo      | prezidentské | Faure Gnassingbé (RPT) |
| 6. března  | Island    | referendum   | proti                  |
| 7. března  | Irák      | parlamentní  | INM                    |
| 7. března  | Švýcarsko | referendum   | pro; proti; proti      |
| 14. března | Kolumbie  | parlamentní  | Strana U               |

## Duben
| Datum         | Země         | Volby                 | Vítěz                    |
| 8. dubna      | Srí Lanka    | parlamentní           | UPFA                     |
| 11. dubna     | Maďarsko     | parlamentní (1. kolo) | Fidesz                   |
| 11.-15. dubna | Súdán        | prezidentské          | Umar al-Bašír (NCP)      |
| 11.-15. dubna | Súdán        | parlamentní           | NCP                      |
| 18. dubna     | Severní Kypr | prezidentské          | Derviş Eroğlu (UBP)      |
| 24. dubna     | Nauru        | parlamentní           | nestraníci               |
| 25. dubna     | Rakousko     | prezidentské          | Heinz Fischer (NEZ./SPÖ) |
| 25. dubna     | Maďarsko     | parlamentní (2. kolo) | Fidesz                   |

## Květen
| Datum          | Země                   | Volby                     | Vítěz                                 |
| 5. května      | Mauricius              | parlamentní               | Aliance budoucnosti                   |
| 6. května      | Spojené království     | parlamentní               | Konzervativní strana                  |
| 10. května     | Filipíny               | prezidentské              | Benigno Aquino III (Liberální strana) |
| 10. května     | Filipíny               | do Sněmovny reprezentantů | Lakas Kampi CDM                       |
| 10. května     | Filipíny               | do Senátu                 | Nacionalistická strana                |
| 16. května     | Dominikánská republika | parlamentní               | PLD                                   |
| 23. května     | Etiopie                | parlamentní               | EPRDF                                 |
| 23. května     | Arcach                 | parlamentní               | Svobodná vlast                        |
| 24. května     | Trinidad a Tobago      | parlamentní               | Lidové partnerství                    |
| 25. května     | Surinam                | parlamentní               | Mega kombinace                        |
| 28.-29. května | Česko                  | do Poslanecké sněmovny    | ČSSD                                  |
| 30. května     | Kolumbie               | prezidentské (1. kolo)    | Juan Manuel Santos (Strana U)         |

## Červen
| Datum          | Země       | Volby                  | Vítěz                                     |
| 1. a 8. června | Egypt      | do Poradní rady        | HDW                                       |
| 6. června      | Slovinsko  | referendum             | pro                                       |
| 9. června      | Nizozemsko | parlamentní            | VVD                                       |
| 12. června     | Slovensko  | parlamentní            | Smer-SD                                   |
| 13. června     | Belgie     | parlamentní            | N-VA                                      |
| 19. června     | Nauru      | parlamentní            | nestraníci                                |
| 20. června     | Kolumbie   | prezidentské (2. kolo) | Juan Manuel Santos (Strana U)             |
| 20. června     | Polsko     | prezidentské (1. kolo) | Bronisław Komorowski (Občanská platforma) |
| 26. června     | Somaliland | prezidentské           | Ahmed M. Mahamoud Silanyo (KULMIYE)       |
| 27. června     | Guinea     | prezidentské (1. kolo) | Cellou Dalein Diallo (UFDG)               |
| 27. června     | Kyrgyzstán | referendum             | pro                                       |
| 28. června     | Burundi    | prezidentské           | Pierre Nkurunziza (CNDD-FDD)              |
| 29. června     | Maďarsko   | prezidentské (nepřímé) | Pál Schmitt (Fidesz)                      |
| 30. června     | Německo    | prezidentské (nepřímé) | Christian Wulff (CDU)                     |

## Červenec
| Datum        | Země     | Volby                    | Vítěz                                     |
| 4. července  | Polsko   | prezidentské (2. kolo)   | Bronisław Komorowski (Občanská platforma) |
| 11. července | Japonsko | do Sněmovny rádců        | LDP                                       |
| 19. července | Surinam  | prezidentské (nepřímé)   | Dési Bouterse (NDP)                       |
| 23. července | Burundi  | do Národního shromáždění | CNDD-FDD                                  |
| 28. července | Burundi  | do Senátu (nepřímé)      | CNDD-FDD                                  |

## Srpen
| Datum     | Země                         | Volby        | Vítěz             |
| 1. srpna  | Svatý Tomáš a Princův ostrov | parlamentní  | ADI               |
| 4. srpna  | Keňa                         | referendum   | pro               |
| 4. srpna  | Šalomounovy ostrovy          | parlamentní  | SIDP              |
| 9. srpna  | Rwanda                       | prezidentské | Paul Kagame (RPF) |
| 21. srpna | Austrálie                    | parlamentní  | ALP               |

## Září
| Datum    | Země        | Volby                      | Vítěz                                                              |
| 5. září  | Moldavsko   | referendum                 | pro                                                                |
| 12. září | Turecko     | referendum                 | pro                                                                |
| 16. září | Tuvalu      | parlamentní                | nestraníci                                                         |
| 18. září | Afghánistán | parlamentní                | nestraníci                                                         |
| 18. září | Slovensko   | referendum                 | pro                                                                |
| 19. září | Švédsko     | parlamentní                | Aliance                                                            |
| 22. září | Švýcarsko   | do Spolkové rady (nepřímé) | Simonetta Sommarugaová (SPS/PSS) Johann Schneider-Ammann (FDP/PRD) |
| 26. září | Venezuela   | parlamentní                | PSUV                                                               |
| 26. září | Švýcarsko   | referendum                 | pro                                                                |

## Říjen
| Datum         | Země                | Volby                  | Vítěz                                                                 |
| 2. října      | Lotyšsko            | parlamentní            | Jednota                                                               |
| 3. října      | Brazílie            | prezidentské (1. kolo) | Dilma Rousseff (PT)                                                   |
| 3. října      | Brazílie            | do Poslanecké sněmovny | Strana práce                                                          |
| 3. října      | Brazílie            | do Senátu              | PMDB                                                                  |
| 3. října      | Bosna a Hercegovina | parlamentní            | SDP                                                                   |
| 3. října      | Bosna a Hercegovina | prezidentské           | Bakir Izetbegović (SDA) Nebojša Radmanović (SNSD) Željko Komšić (SDP) |
| 10. října     | Kyrgyzstán          | parlamentní            | Ata-Žurt                                                              |
| 15.-16. října | Česko               | do Senátu (1. kolo)    | ČSSD                                                                  |
| 15.-16. října | Česko               | komunální              | nezávislí                                                             |
| 22.-23. října | Česko               | do Senátu (2. kolo)    | ČSSD                                                                  |
| 23. října     | Bahrajn             | parlamentní (1. kolo)  | al-Wifák                                                              |
| 30. října     | Bahrajn             | parlamentní (2. kolo)  | al-Wifák                                                              |
| 31. října     | Brazílie            | prezidentské (2. kolo) | Dilma Rousseff (PT)                                                   |
| 31. října     | Pobřeží slonoviny   | prezidentské (1. kolo) | Laurent Gbagbo (FPI)                                                  |
| 31. října     | Niger               | referendum             | pro                                                                   |
| 31. října     | Tanzanie            | prezidentské           | Jakaya Kikwete (CCM)                                                  |
| 31. října     | Tanzanie            | parlamentní            | Strana revoluce                                                       |

## Listopad
| Datum         | Země                      | Volby                     | Vítěz                            |
| 1. listopadu  | Nauru                     | prezidentské (nepřímé)    | Marcus Stephen (NEZ.)            |
| 2. listopadu  | Spojené státy americké    | do Sněmovny reprezentantů | Republikánská strana             |
| 2. listopadu  | Spojené státy americké    | do Senátu                 | Republikánská strana             |
| 2. listopadu  | Spojené státy americké    | guvernérské               | Republikánská strana             |
| 2. listopadu  | Americká Samoa            | referendum                | proti                            |
| 2. listopadu  | Guam                      | guvernérské               |                                  |
| 2. listopadu  | Americké Panenské ostrovy | guvernérské               | John de Jongh (D)                |
| 7. listopadu  | Komory                    | prezidentské (1. kolo)    | Ikililou Dhoinine                |
| 7. listopadu  | Myanmar (Barma)           | všeobecné                 | USDP                             |
| 7. listopadu  | Ázerbájdžán               | parlamentní               | YAP                              |
| 7. listopadu  | Guinea                    | prezidentské (2. kolo)    | Alpha Condé (RPG)                |
| 9. listopadu  | Jordánsko                 | parlamentní               | nestraníci                       |
| 17. listopadu | Cookovy ostrovy           | parlamentní               | CIP                              |
| 17. listopadu | Cookovy ostrovy           | referendum                | proti                            |
| 17. listopadu | Madagaskar                | referendum                | pro                              |
| 21. listopadu | Burkina Faso              | prezidentské              | Blaise Compaoré (CDP)            |
| 25. listopadu | Tonga                     | parlamentní               | DPFI                             |
| 27. listopadu | Island                    | do Ústavního shromáždění  | nezávislí                        |
| 27. listopadu | Slovensko                 | komunální                 | nezávislí                        |
| 28. listopadu | Moldavsko                 | parlamentní               | Sdružení pro evropskou integraci |
| 28. listopadu | Haiti                     | parlamentní               | -                                |
| 28. listopadu | Haiti                     | prezidentské (1. kolo)    | Mirlande Manigat (RDNP)          |
| 28. listopadu | Egypt                     | parlamentní (1. kolo)     | HDW                              |
| 28. listopadu | Pobřeží slonoviny         | prezidentské (2. kolo)    | Laurent Gbagbo (FPI)             |

## Prosinec
| Datum        | Země                      | Volby                  | Vítěz                     |
| 5. prosince  | Egypt                     | parlamentní (2. kolo)  | HDW                       |
| 12. prosince | Kosovo                    | parlamentní            | PDK                       |
| 12. prosince | Slovinsko                 | referendum             | proti                     |
| 12. prosince | Podněstří                 | parlamentní            | Obnovení                  |
| 13. prosince | Svatý Vincenc a Grenadiny | parlamentní            | ULP                       |
| 19. prosince | Bělorusko                 | prezidentské           | Alexandr Lukašenko (NEZ.) |
| 26. prosince | Komory                    | prezidentské (2. kolo) | Ikililou Dhoinine         |